# Bekerschroef

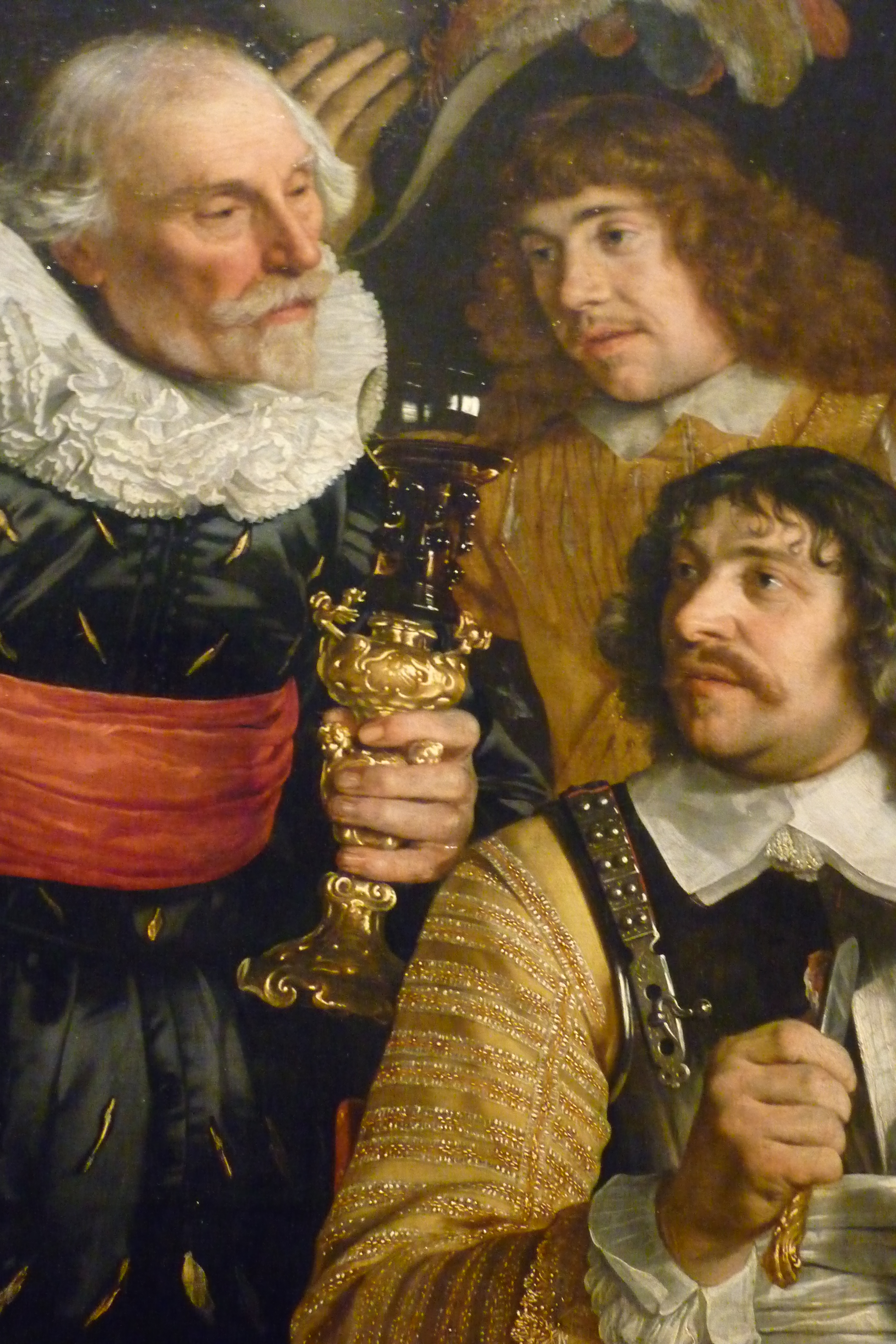
Schuttersschilderij door Bartholomeus van der Helst uit 1648, detail

Een bekerschroef is de naam voor een zilveren, verguld zilveren of bronzen, rijkversierde houder van een glas, die schroef genoemd werd. 
Meestal werden bekerschroeven voor roemers gebruikt. Dit glas kon met klemmen op het voetstuk bevestigd worden. Dit voorwerp was een statussymbool en kwam veel voor omstreeks de wisseling van de 16e naar de 17e eeuw, maar het gebruik ervan raakte omstreeks 1650 uit de mode. Veel exemplaren zijn toen omgesmolten, maar enkele hebben de eeuwen overleefd. 
Vaak werd het glas gevat in de bekerschroef op stillevens afgebeeld, zoals op het schuttersschilderij hiernaast, waarop de vrede tussen Spanje en de Nederlanden gevierd wordt.
De versieringen van de bekerschroef betroffen vaak allegorische voorstellingen die naar de rijkdom van een stad, de wijngod Bacchus, of de zeevaart verwijzen. 